# La Veguilla (Ademuz)
.

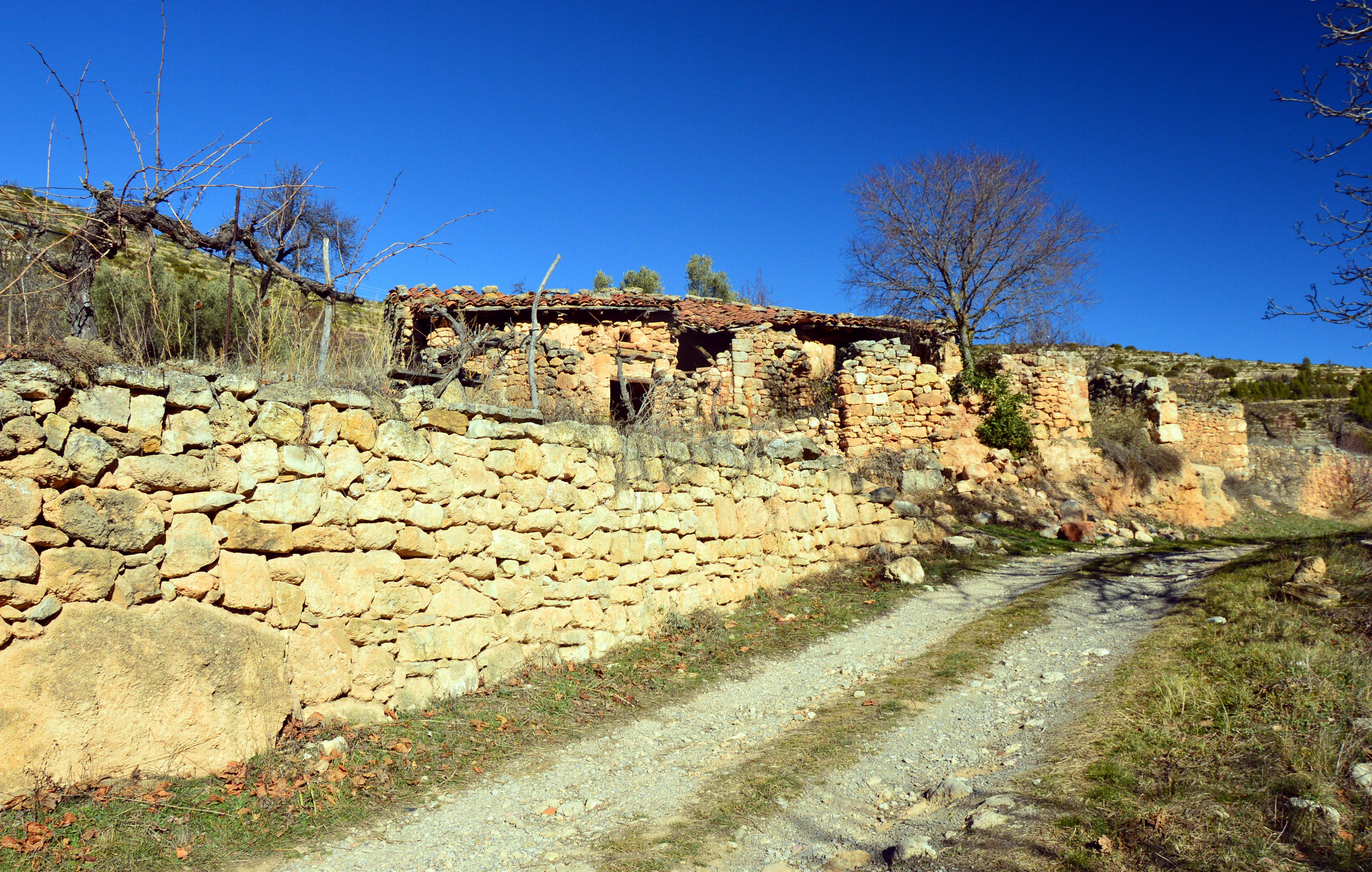
La Veguilla, lugar despoblado de Ademuz: detalle de las ruinas del caserío desde el camino que sube del río Bohílgues a la carretera de Vallanca (CV-478), 2021

El lugar de La Veguilla (también conocido como La Viguilla) es un antiguo caserío hoy despoblado existente en Ademuz, comarca del Rincón de Ademuz, provincia de Valencia (Comunidad Valenciana, España).
El topónimo alude a una pequeña zona de huerta (veguilla, de vega), parte de la cual era de regadío y otra de secano.

## Historia y población
En el amojonamiento de Vallanca y Ademuz, cuya Concordia entre ambas villas tuvo lugar a finales del siglo XVII (1699) —con motivo de la erección de Vallanca como Villa real en tiempo de Carlos II de España—, se cita el lugar como «Masada de la Veguilla», quedando ya ésta en término de Ademuz.
Asimismo, el caserío fue conocido como «San Juan de la Veguilla», en atención a una ermita que hubo en el lugar bajo esta advocación y que censaba en la Iglesia parroquial de San Pedro y San Pablo de Ademuz.
Consta que antaño hubo hasta siete o ocho casas habitadas; sin embargo, a finales del siglo XVIII solo había una vivienda ocupada, mientras que en la segunda década del siglo XIX (1860), había dos de forma permanentemente. La población se mantuvo en el lugar hasta la posguerra, pues hasta los años cuarenta del siglo XX hubo vecinos en el lugar, «aunque siempre en número inferior a la decena».

## Ubicación
Se halla en la cota baja de una ladera, en la margen izquierda del río Bohílgues, entre el río y la actual carretera de Ademuz a Vallanca y Negrón (CV-478). Frente al despoblado hay un puente que cruza el río Bohílgues, el puente dirime términos entre Ademuz y Vallanca, existiendo una pista o camino de tierra que sube desde el río hasta la carretera, de forma que las ruinas del antiguo caserío quedan a la izquierda de la vía. 
El caserío se halla totalmente arruinado, no así la zona de cultivo, cuyos labrantíos se mantienen todavía, no obstante el abandono.